# هيرمان إغرت
هيرمان إغرت (بالألمانية: Hermann Eggert)‏ (و. 1844 – 1920 م) هو مهندس معماري من ألمانيا . ولد في بورغ باي ماغدبورغ .
توفي في فايمر .

## أعمال بارزة
من أهم أعماله:
- Palais du Rhin.